# Liste des monuments historiques de l'arrondissement du Havre

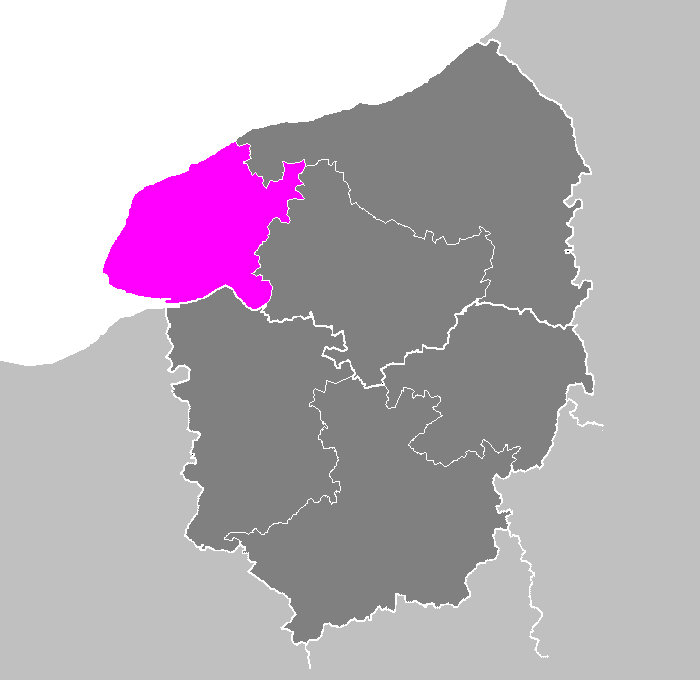
Localisation de l'arrondissement du Havre en Haute-Normandie.

Cet article recense les monuments historiques de l'arrondissement du Havre, dans le département de la Seine-Maritime, en France.
- Haut – A
- B
- C
- D
- E
- F
- G
- H
- I
- J
- K
- L
- M
- N
- O
- P
- Q
- R
- S
- T
- U
- V
- W
- X
- Y
- Z

## Liste
Du fait du nombre de protections dans la seule commune du Havre, elle dispose d'une liste à part : voir la liste des monuments historiques du Havre.
| Monument                                                        | Commune                                    | Adresse                                       | Coordonnées                                   | Notice                                        | Protection                                    | Date                                          | Illustration                                                    |
| --------------------------------------------------------------- | ------------------------------------------ | --------------------------------------------- | --------------------------------------------- | --------------------------------------------- | --------------------------------------------- | --------------------------------------------- | --------------------------------------------------------------- |
| Chapelle des Blanques                                           | Alvimare                                   |                                               | 49° 36′ 54″ nord, 0° 38′ 38″ est              | « PA00100537 »                                | Classé                                        | 1974                                          | Chapelle des Blanques                                           |
| Croix des Blanques                                              | Alvimare                                   | C.V.O. 4                                      | 49° 36′ 43″ nord, 0° 38′ 28″ est              | « PA00100538 »                                | Classé                                        | 1913                                          | Image manquante Téléverser                                      |
| Château de Bailleul                                             | Angerville-Bailleul                        |                                               | 49° 40′ 27″ nord, 0° 27′ 00″ est              | « PA00100540 »                                | Inscrit Classé                                | 2005 2010                                     | Château de Bailleul                                             |
| Église Notre-Dame d'Angerville-l'Orcher                         | Angerville-l'Orcher                        |                                               | 49° 35′ 18″ nord, 0° 16′ 55″ est              | « PA00100541 »                                | Classé                                        | 1862                                          | Église Notre-Dame d'Angerville-l'Orcher                         |
| Maison forte du Bois-Rozé                                       | Bénarville                                 |                                               | 49° 40′ 31″ nord, 0° 28′ 53″ est              | « PA76000001 »                                | Inscrit                                       | 1996                                          | Maison forte du Bois-Rozé                                       |
| Manoir de Vertot                                                | Bennetot                                   |                                               | 49° 40′ 16″ nord, 0° 33′ 14″ est              | « PA00101098 »                                | Inscrit                                       | 1991                                          | Manoir de Vertot                                                |
| Château de Bénouville                                           | Bénouville                                 |                                               | 49° 42′ 52″ nord, 0° 14′ 38″ est              | « PA00100557 »                                | Inscrit                                       | 1972                                          | Château de Bénouville                                           |
| Manoir des Portes                                               | Bernières                                  |                                               | 49° 37′ 34,56″ nord, 0° 28′ 36,15″ est        | « PA00101125 »                                | Inscrit                                       | 1992                                          | Image manquante Téléverser                                      |
| Château de Beuzeville-la-Grenier château, manoir                | Beuzeville-la-Grenier                      |                                               | 49° 35′ 00″ nord, 0° 25′ 50″ est              | « PA00100558 »                                | Inscrit                                       | 1930                                          | Image manquante Téléverser                                      |
| Église Saint-Michel de Bolbec                                   | Bolbec                                     |                                               | 49° 34′ 17″ nord, 0° 28′ 18″ est              | « PA00100566 »                                | Classé                                        | 1992                                          | Église Saint-Michel de Bolbec                                   |
| Hôtel Auguste Fauquet                                           | Bolbec                                     | 4, 6, 8 rue de la République                  | 49° 34′ 18″ nord, 0° 28′ 18″ est              | « PA00100567 »                                | Inscrit                                       | 1948                                          | Hôtel Auguste Fauquet                                           |
| Hôtel du duc de Charrost                                        | Bolbec                                     | 10, 12, 14, 16 rue de la République           | 49° 34′ 19″ nord, 0° 28′ 19″ est              | « PA00100568 »                                | Inscrit                                       | 1944 1949                                     | Hôtel du duc de Charrost                                        |
| Immeuble                                                        | Bolbec                                     | 43 rue Thiers                                 | 49° 34′ 11″ nord, 0° 28′ 17″ est              | « PA00100569 »                                | Inscrit                                       | 1944                                          | Immeuble                                                        |
| Manoir de Cailletot                                             | Bolbec                                     |                                               | 49° 34′ 21″ nord, 0° 30′ 25″ est              | « PA00100570 »                                | Classé Inscrit                                | 1931 1962                                     | Image manquante Téléverser                                      |
| Temple protestant de Bolbec                                     | Bolbec                                     | Rue Louis Pasteur                             | 49° 34′ 21″ nord, 0° 28′ 19″ est              | « PA00100571 »                                | Inscrit                                       | 1986                                          | Temple protestant de Bolbec                                     |
| Église Saint-Jean d'Abbetot                                     | La Cerlangue                               |                                               | 49° 29′ 57″ nord, 0° 23′ 09″ est              | « PA00100607 »                                | Classé                                        | 1996                                          | Église Saint-Jean d'Abbetot                                     |
| Église Saint-Léonard de La Cerlangue                            | La Cerlangue                               |                                               | 49° 30′ 27″ nord, 0° 24′ 45″ est              | « PA00100606 »                                | Classé                                        | 1914                                          | Église Saint-Léonard de La Cerlangue                            |
| Château de Gruville                                             | Contremoulins (également sur Thiergeville) |                                               | 49° 43′ 15″ nord, 0° 27′ 34″ est              | « PA76000025 »                                | Inscrit                                       | 1997                                          | Image manquante Téléverser                                      |
| Manoir de l'Écluse                                              | Criquetot-l'Esneval                        |                                               | 49° 38′ 13″ nord, 0° 17′ 16″ est              | « PA00101122 »                                | Classé                                        | 1993                                          | Manoir de l'Écluse                                              |
| Château de Cuverville                                           | Cuverville                                 | Rue du Château                                | 49° 39′ 32″ nord, 0° 16′ 24″ est              | « PA00100613 »                                | Inscrit                                       | 1970                                          | Château de Cuverville                                           |
| Château du Grand Daubeuf                                        | Daubeuf-Serville                           |                                               | 49° 42′ 30″ nord, 0° 28′ 37″ est              | « PA00132772 »                                | Inscrit Classé                                | 1994 1997                                     | Château du Grand Daubeuf                                        |
| Église Saint-Denis d'Écrainville                                | Écrainville                                |                                               | 49° 38′ 58″ nord, 0° 19′ 31″ est              | « PA00100633 »                                | Inscrit                                       | 1926                                          | Église Saint-Denis d'Écrainville                                |
| Croix de cimetière d'Écretteville-sur-Mer                       | Écretteville-sur-Mer                       |                                               | 49° 47′ 41″ nord, 0° 29′ 10″ est              | « PA00100635 »                                | Classé                                        | 1914                                          | Image manquante Téléverser                                      |
| Château des Aygues                                              | Étretat                                    | Rue Offenbach                                 | 49° 42′ 18″ nord, 0° 12′ 49″ est              | « PA76000028 »                                | Inscrit                                       | 1997                                          | Château des Aygues                                              |
| Église Notre-Dame d'Étretat                                     | Étretat                                    |                                               | 49° 42′ 28″ nord, 0° 12′ 41″ est              | « PA00100648 »                                | Classé                                        | 1840                                          | Église Notre-Dame d'Étretat                                     |
| Villa La Guillette ou de Guy de Maupassant                      | Étretat                                    | 57 rue Guy-de-Maupassant                      | 49° 42′ 09″ nord, 0° 12′ 49″ est              | « PA76000101 »                                | Inscrit                                       | 2016                                          | Image manquante Téléverser                                      |
| Église Notre-Dame de Fauville-en-Caux                           | Fauville-en-Caux                           | Rue du Général-de-Gaulle                      | 49° 39′ 10″ nord, 0° 35′ 20″ est              | « PA76000048 »                                | Inscrit                                       | 2001                                          | Église Notre-Dame de Fauville-en-Caux                           |
| Abbaye de la Trinité de Fécamp                                  | Fécamp                                     | Place du Général-Leclerc                      | 49° 45′ 19″ nord, 0° 22′ 54″ est              | « PA00100659 »                                | Classé Inscrit                                | 1840 1992                                     | Abbaye de la Trinité de Fécamp                                  |
| Chapelle Notre-Dame-du-Salut de Fécamp                          | Fécamp                                     |                                               | 49° 46′ 01″ nord, 0° 22′ 17″ est              | « PA00100657 »                                | Inscrit                                       | 1929                                          | Chapelle Notre-Dame-du-Salut de Fécamp                          |
| Château de Fécamp                                               | Fécamp                                     |                                               | 49° 45′ 18″ nord, 0° 22′ 47″ est              | « PA00100658 »                                | Classé                                        | 1910                                          | Château de Fécamp                                               |
| Église Saint-Étienne de Fécamp                                  | Fécamp                                     |                                               | 49° 45′ 30″ nord, 0° 22′ 35″ est              | « PA00100660 »                                | Classé                                        | 1921                                          | Église Saint-Étienne de Fécamp                                  |
| Immeuble                                                        | Fécamp                                     | 73 rue Arquaise                               | 49° 45′ 20″ nord, 0° 23′ 08″ est              | « PA00100661 »                                | Inscrit                                       | 1978                                          | Image manquante Téléverser                                      |
| Oppidum du Canada                                               | Fécamp                                     | Côte du Canada                                | 49° 44′ 42″ nord, 0° 24′ 24″ est              | « PA00100662 »                                | Classé                                        | 1983                                          | Image manquante Téléverser                                      |
| Batterie d'artillerie de Fèvretot                               | Fontaine-la-Mallet                         | V.C. 2                                        | 49° 31′ 43″ nord, 0° 07′ 21″ est              | « PA76000011 »                                | Inscrit                                       | 1996                                          | Image manquante Téléverser                                      |
| Batterie d'artillerie des Monts-Trottins                        | Fontaine-la-Mallet                         | C.R. 5                                        | 49° 32′ 09″ nord, 0° 07′ 52″ est              | « PA76000012 »                                | Inscrit                                       | 1996                                          | Image manquante Téléverser                                      |
| Église Saint-Valéry de Fontaine-la-Mallet                       | Fontaine-la-Mallet                         | Rue Jean-Jaurès                               | 49° 32′ 06″ nord, 0° 08′ 46″ est              | « PA76000054 »                                | Inscrit                                       | 2001                                          | Église Saint-Valéry de Fontaine-la-Mallet                       |
| Manoir de Fontaine-la-Mallet                                    | Fontaine-la-Mallet                         |                                               | 49° 31′ 51″ nord, 0° 08′ 43″ est              | « PA00100666 »                                | Inscrit                                       | 1934                                          | Manoir de Fontaine-la-Mallet                                    |
| Maison                                                          | Goderville                                 | 29 rue Émile-Bénard 8 rue de la Voie-romaine  | 49° 38′ 43″ nord, 0° 22′ 16″ est              | « PA00100671 »                                | Inscrit                                       | 1986                                          | Maison                                                          |
| Vieux Château                                                   | Goderville                                 | Rue du Vieux Château                          | 49° 38′ 51″ nord, 0° 22′ 03″ est              | « PA76000013 »                                | Inscrit                                       | 1996                                          | Vieux Château                                                   |
| Château de Filières                                             | Gommerville                                |                                               | 49° 33′ 42″ nord, 0° 22′ 20″ est              | « PA00100672 »                                | Inscrit Classé                                | 1946 1947                                     | Château de Filières                                             |
| Manoir de Rebomare                                              | Gommerville                                |                                               | 49° 32′ 38″ nord, 0° 21′ 11″ est              | « PA00100673 »                                | Inscrit                                       | 1985                                          | Image manquante Téléverser                                      |
| Château d'Orcher                                                | Gonfreville-l'Orcher                       |                                               | 49° 29′ 48″ nord, 0° 14′ 47″ est              | « PA00100674 »                                | Classé Inscrit                                | 1976                                          | Château d'Orcher                                                |
| Encuvement sur abri pour canon                                  | Gonfreville-l'Orcher                       | Route Industrielle                            | 49° 29′ 19″ nord, 0° 12′ 05″ est              | « PA76000014 »                                | Inscrit                                       | 1996                                          | Encuvement sur abri pour canon                                  |
| Manoir de Bévilliers                                            | Gonfreville-l'Orcher                       |                                               | 49° 30′ 53″ nord, 0° 13′ 05″ est              | « PA00100675 »                                | Classé                                        | 1924                                          | Manoir de Bévilliers                                            |
| Église Saint-Pierre de Graimbouville                            | Graimbouville                              |                                               | 49° 34′ 32″ nord, 0° 20′ 04″ est              | « PA00100680 »                                | Inscrit                                       | 1926                                          | Église Saint-Pierre de Graimbouville                            |
| Château de Trébons                                              | Grainville-Ymauville                       |                                               | 49° 39′ 43″ nord, 0° 24′ 55″ est              | « PA76000085 »                                | Inscrit                                       | 2008                                          | Château de Trébons                                              |
| Abbaye du Valasse                                               | Gruchet-le-Valasse                         |                                               | 49° 32′ 14″ nord, 0° 30′ 20″ est              | « PA00100687 »                                | Inscrit                                       | 1943                                          | Abbaye du Valasse                                               |
| Manoir du Hanouard                                              | Le Hanouard                                | Le Bourg                                      | 49° 43′ 52″ nord, 0° 39′ 27″ est              | « PA76000083 »                                | Inscrit                                       | 2008                                          | Manoir du Hanouard                                              |
| Château de Harfleur                                             | Harfleur                                   |                                               | 49° 30′ 28″ nord, 0° 12′ 00″ est              | « PA00100688 »                                | Inscrit                                       | 1926                                          | Château de Harfleur                                             |
| Église Saint-Martin d'Harfleur                                  | Harfleur                                   |                                               | 49° 30′ 25″ nord, 0° 11′ 59″ est              | « PA00100689 »                                | Classé                                        | 1840                                          | Église Saint-Martin d'Harfleur                                  |
| Musée du Prieuré                                                | Harfleur                                   | 78 rue de la République                       | 49° 30′ 27″ nord, 0° 12′ 05″ est              | « PA00100690 »                                | Classé                                        | 1959                                          | Musée du Prieuré                                                |
| Croix de chemin d'Hattenville                                   | Hattenville                                | La Croix de Pierre                            | 49° 39′ 31″ nord, 0° 32′ 25″ est              | « PA00100691 »                                | Classé                                        | 1907                                          | Croix de chemin d'Hattenville                                   |
|                                                                 | Le Havre                                   | Voir liste des monuments historiques du Havre | Voir liste des monuments historiques du Havre | Voir liste des monuments historiques du Havre | Voir liste des monuments historiques du Havre | Voir liste des monuments historiques du Havre | Voir liste des monuments historiques du Havre                   |
| Chapelle Saint-Riquier d'Héricourt-en-Caux                      | Héricourt-en-Caux                          | Rue de Saint-Riquier                          | 49° 41′ 46″ nord, 0° 41′ 43″ est              | « PA00100719 »                                | Inscrit                                       | 1934                                          | Chapelle Saint-Riquier d'Héricourt-en-Caux                      |
| Château du Boscol                                               | Héricourt-en-Caux                          |                                               | 49° 41′ 18″ nord, 0° 42′ 04″ est              | « PA00100720 »                                | Inscrit                                       | 1981                                          | Image manquante Téléverser                                      |
| Château de Lillebonne                                           | Lillebonne                                 |                                               | 49° 31′ 09″ nord, 0° 32′ 21″ est              | « PA00100729 »                                | Classé                                        | 1862 1990                                     | Château de Lillebonne                                           |
| Église Notre-Dame de Lillebonne                                 | Lillebonne                                 |                                               | 49° 31′ 09″ nord, 0° 32′ 03″ est              | « PA00100730 »                                | Classé Inscrit                                | 1846 1929 2009                                | Église Notre-Dame de Lillebonne                                 |
| Maison de maître                                                | Lillebonne                                 | Le Château Rue Césarine                       | 49° 31′ 09″ nord, 0° 32′ 18″ est              | « PA00100731 »                                | Inscrit                                       | 1988                                          | Image manquante Téléverser                                      |
| Théâtre antique de Lillebonne                                   | Lillebonne                                 | Place Félix Faure                             | 49° 31′ 03″ nord, 0° 32′ 12″ est              | « PA00100732 »                                | Classé                                        | 1840                                          | Théâtre antique de Lillebonne                                   |
| Château du Vaudroc                                              | Limpiville                                 |                                               | 49° 41′ 01″ nord, 0° 30′ 04″ est              | « PA00100733 »                                | Inscrit                                       | 1931                                          | Château du Vaudroc                                              |
| Croix de cimetière de Limpiville                                | Limpiville                                 |                                               | 49° 41′ 25″ nord, 0° 30′ 15″ est              | « PA00100734 »                                | Classé                                        | 1913                                          | Image manquante Téléverser                                      |
| Église Saint-Samson de Lintot                                   | Lintot                                     |                                               | 49° 33′ 49″ nord, 0° 34′ 07″ est              | « PA00100735 »                                | Inscrit                                       | 1926                                          | Église Saint-Samson de Lintot                                   |
| Manoir d'Estoutteville                                          | Les Loges                                  |                                               | 49° 41′ 54″ nord, 0° 16′ 53″ est              | « PA00100736 »                                | Inscrit                                       | 1973                                          | Image manquante Téléverser                                      |
| Église Saint-Germain de Manéglise                               | Manéglise                                  |                                               | 49° 34′ 03″ nord, 0° 15′ 19″ est              | « PA00100746 »                                | Classé                                        | 1886                                          | Église Saint-Germain de Manéglise                               |
| Manoir de Bourdemare                                            | Manneville-la-Goupil                       |                                               | 49° 36′ 54″ nord, 0° 20′ 07″ est              | « PA76000066 »                                | Inscrit                                       | 2003                                          | Image manquante Téléverser                                      |
| Manoir de Mentheville                                           | Mentheville                                |                                               | 49° 41′ 34″ nord, 0° 24′ 50″ est              | « PA00100750 »                                | Classé                                        | 1981                                          | Image manquante Téléverser                                      |
| Château de Mirville                                             | Mirville                                   |                                               | 49° 36′ 34″ nord, 0° 26′ 39″ est              | « PA00100754 »                                | Inscrit                                       | 1975                                          | Château de Mirville                                             |
| Abbaye de Montivilliers                                         | Montivilliers                              |                                               | 49° 32′ 42″ nord, 0° 11′ 34″ est              | « PA00100758 »                                | Classé Inscrit Classé Inscrit                 | 1862 1986 1992 1993                           | Abbaye de Montivilliers                                         |
| Aître de Brisgaret                                              | Montivilliers                              | Brisgaret                                     | 49° 32′ 56″ nord, 0° 11′ 47″ est              | « PA00100759 »                                | Classé                                        | 1886                                          | Aître de Brisgaret                                              |
| Fortifications de Montivilliers                                 | Montivilliers                              |                                               | à géolocaliser                                | « PA00100760 »                                | Inscrit                                       | 1928                                          | Fortifications de Montivilliers                                 |
| Maison                                                          | Montivilliers                              | Rue Vieille-Cohue                             | 49° 32′ 49″ nord, 0° 11′ 24″ est              | « PA00100761 »                                | Inscrit                                       | 1926                                          | Maison                                                          |
| Manoir d'Épaville                                               | Montivilliers                              |                                               | 49° 32′ 11″ nord, 0° 11′ 53″ est              | « PA00101124 »                                | Inscrit                                       | 1992                                          | Manoir d'Épaville                                               |
| Temple protestant de Montivilliers                              | Montivilliers                              | Rue du Temple                                 | 49° 32′ 36″ nord, 0° 11′ 45″ est              | « PA00100762 »                                | Inscrit                                       | 1977                                          | Temple protestant de Montivilliers                              |
| Château de Baclair                                              | Nointot                                    |                                               | 49° 35′ 44″ nord, 0° 29′ 52″ est              | « PA00100774 »                                | Inscrit                                       | 1934                                          | Image manquante Téléverser                                      |
| Église Saint-Martin de Norville                                 | Norville                                   | Rue de l'Église                               | 49° 28′ 25″ nord, 0° 38′ 09″ est              | « PA00100775 »                                | Classé                                        | 1910                                          | Église Saint-Martin de Norville                                 |
| Enceinte féodale de Notre-Dame-de-Gravenchon                    | Notre-Dame-de-Gravenchon                   | La Fontaine-Saint-Denis                       | 49° 30′ 00″ nord, 0° 35′ 03″ est              | « PA00101096 »                                | Inscrit                                       | 1989                                          | Enceinte féodale de Notre-Dame-de-Gravenchon                    |
| Abri d'Octeville-sur-Mer                                        | Octeville-sur-Mer                          | Chemin des Quatre-Fermes                      | 49° 32′ 41″ nord, 0° 06′ 57″ est              | « PA00132699 »                                | Inscrit                                       | 1994                                          | Abri d'Octeville-sur-Mer                                        |
| Batterie d'artillerie d'Ecqueville                              | Octeville-sur-Mer                          | Impasse des Primevères                        | 49° 34′ 28″ nord, 0° 06′ 42″ est              | « PA76000017 »                                | Inscrit                                       | 1996                                          | Batterie d'artillerie d'Ecqueville                              |
| Ferme Hamel                                                     | Octeville-sur-Mer                          | Route de Dondeneville                         | 49° 32′ 32″ nord, 0° 07′ 37″ est              | « PA76000018 »                                | Inscrit                                       | 1996                                          | Image manquante Téléverser                                      |
| Manoir d'Auffay                                                 | Oherville                                  | Auffay                                        | 49° 43′ 43″ nord, 0° 40′ 55″ est              | « PA00100780 »                                | Inscrit                                       | 1932 1996                                     | Manoir d'Auffay                                                 |
| Église Notre-Dame-de-la-Nativité de Raffetot                    | Raffetot                                   |                                               | 49° 36′ 00″ nord, 0° 30′ 42″ est              | « PA00100796 »                                | Inscrit                                       | 1926                                          | Église Notre-Dame-de-la-Nativité de Raffetot                    |
| Église Saint-Maclou de Sainneville                              | Sainneville                                |                                               | 49° 33′ 26″ nord, 0° 17′ 10″ est              | « PA00101018 »                                | Inscrit                                       | 1926                                          | Église Saint-Maclou de Sainneville                              |
| Manoir de Saint-Antoine-la-Forêt                                | Saint-Antoine-la-Forêt                     | Les Côtières                                  | 49° 32′ 38″ nord, 0° 28′ 06″ est              | « PA00101104 »                                | Inscrit                                       | 1990                                          | Image manquante Téléverser                                      |
| Cénotaphe de Charles Lefebvre-Desnouettes dit « Pain de Sucre » | Sainte-Adresse                             | 12 bis rue Charles-Alexandre-Lesueur          | 49° 30′ 16″ nord, 0° 05′ 00″ est              | « PA76000106 »                                | Inscrit                                       | 2016                                          | Cénotaphe de Charles Lefebvre-Desnouettes dit « Pain de Sucre » |
| Château des Gadelles                                            | Sainte-Adresse                             |                                               | 49° 30′ 05″ nord, 0° 05′ 30″ est              | « PA76000033 »                                | Inscrit                                       | 1997                                          | Château des Gadelles                                            |
| Hostellerie de Sainte-Adresse                                   | Sainte-Adresse                             |                                               | à géolocaliser                                | « PA00101019 »                                | Inscrit                                       | 1937                                          | Image manquante Téléverser                                      |
| Manoir de Vitanval                                              | Sainte-Adresse                             | 3 rue de la Solitude                          | 49° 30′ 41″ nord, 0° 05′ 01″ est              | « PA00101020 »                                | Inscrit                                       | 1986                                          | Manoir de Vitanval                                              |
| Phare de la Hève                                                | Sainte-Adresse                             |                                               | 49° 30′ 45″ nord, 0° 04′ 09″ est              | « PA76000090 »                                | Inscrit                                       | 2010                                          | Phare de la Hève                                                |
| Château de Saint-Eustache                                       | Saint-Eustache-la-Forêt                    |                                               | 49° 33′ 21″ nord, 0° 27′ 06″ est              | « PA00101026 »                                | Inscrit                                       | 1963                                          | Image manquante Téléverser                                      |
| Château du Val-d'Arques                                         | Saint-Eustache-la-Forêt                    |                                               | 49° 33′ 51″ nord, 0° 26′ 34″ est              | « PA00101027 »                                | Classé                                        | 1972                                          | Image manquante Téléverser                                      |
| Église Saint-Eustache de Saint-Eustache-la-Forêt                | Saint-Eustache-la-Forêt                    | Grande rue                                    | 49° 33′ 09″ nord, 0° 27′ 07″ est              | « PA00101028 »                                | Inscrit                                       | 1926                                          | Église Saint-Eustache de Saint-Eustache-la-Forêt                |
| Château du Bec-Crespin                                          | Saint-Martin-du-Bec                        |                                               | 49° 35′ 51″ nord, 0° 12′ 27″ est              | « PA00101036 »                                | Inscrit                                       | 1952                                          | Château du Bec-Crespin                                          |
| Château d'Ételan                                                | Saint-Maurice-d'Ételan                     |                                               | 49° 27′ 59″ nord, 0° 37′ 41″ est              | « PA00101038 »                                | Inscrit                                       | 1941                                          | Château d'Ételan                                                |
| Église Saint-Maurice de Saint-Maurice-d'Ételan                  | Saint-Maurice-d'Ételan                     |                                               | 49° 27′ 42″ nord, 0° 37′ 07″ est              | « PA00101039 »                                | Classé                                        | 1976                                          | Église Saint-Maurice de Saint-Maurice-d'Ételan                  |
| Ferme des Râmes                                                 | Saint-Nicolas-de-la-Taille                 |                                               | 49° 31′ 48″ nord, 0° 29′ 05″ est              | « PA00101040 »                                | Inscrit                                       | 1980                                          | Image manquante Téléverser                                      |
| Croix de village de Saint-Romain-de-Colbosc                     | Saint-Romain-de-Colbosc                    | Jardin de l'église                            | 49° 31′ 49″ nord, 0° 21′ 24″ est              | « PA00101047 »                                | Classé                                        | 1913                                          | Croix de village de Saint-Romain-de-Colbosc                     |
| Gisement préhistorique de Saint-Romain-de-Colbosc               | Saint-Romain-de-Colbosc                    | Le Bourg                                      | 49° 31′ 57″ nord, 0° 21′ 48″ est              | « PA00101048 »                                | Inscrit                                       | 1979 1980                                     | Gisement préhistorique de Saint-Romain-de-Colbosc               |
| Villa Art Nouveau                                               | Saint-Romain-de-Colbosc                    | 35b avenue du Maréchal-de-Lattre-de-Tassigny  | 49° 31′ 57″ nord, 0° 21′ 05″ est              | « PA76000105 »                                | Inscrit                                       | 2017                                          | Image manquante Téléverser                                      |
| Prieuré de Saint-Sauveur                                        | Saint-Sauveur-d'Émalleville                |                                               | 49° 36′ 10″ nord, 0° 18′ 12″ est              | « PA00101049 »                                | Inscrit                                       | 1929                                          | Image manquante Téléverser                                      |
| Église Saint-Vigor de Saint-Vigor-d'Ymonville                   | Saint-Vigor-d'Ymonville                    | Route du Village                              | 49° 29′ 41″ nord, 0° 21′ 38″ est              | « PA00101053 »                                | Inscrit                                       | 1933                                          | Église Saint-Vigor de Saint-Vigor-d'Ymonville                   |
| Château de Briquedalle                                          | Sassetot-le-Mauconduit                     |                                               | 49° 47′ 39″ nord, 0° 32′ 12″ est              | « PA00101056 »                                | Inscrit                                       | 1988                                          | Image manquante Téléverser                                      |
| Château de Sassetot                                             | Sassetot-le-Mauconduit                     |                                               | 49° 48′ 22″ nord, 0° 31′ 44″ est              | « PA00101057 »                                | Inscrit                                       | 1975                                          | Château de Sassetot                                             |
| Château de Tancarville                                          | Tancarville                                |                                               | 49° 29′ 03″ nord, 0° 27′ 51″ est              | « PA00101063 »                                | Classé                                        | 1862                                          | Château de Tancarville                                          |
| Abbaye de Valmont                                               | Thérouldeville                             |                                               | 49° 44′ 40″ nord, 0° 30′ 55″ est              | « PA00135541 »                                | Classé Inscrit Classé Inscrit                 | 1951 1965 1995                                | Abbaye de Valmont                                               |
| Château de Gruville                                             | Thiergeville (également sur Contremoulins) |                                               | 49° 43′ 15″ nord, 0° 27′ 34″ est              | « PA76000035 »                                | Inscrit                                       | 1997                                          | Image manquante Téléverser                                      |
| Croix de cimetière de Toussaint                                 | Toussaint                                  | Rue de l'Église                               | 49° 44′ 15″ nord, 0° 25′ 22″ est              | « PA00101066 »                                | Classé                                        | 1913                                          | Image manquante Téléverser                                      |
| Croix de cimetière de Trémauville                               | Trémauville                                |                                               | 49° 39′ 58″ nord, 0° 31′ 13″ est              | « PA00101067 »                                | Inscrit                                       | 1970                                          | Croix de cimetière de Trémauville                               |
| Château de Triquerville                                         | Triquerville                               |                                               | 49° 29′ 50″ nord, 0° 36′ 51″ est              | « PA00101071 »                                | Inscrit                                       | 1968                                          | Image manquante Téléverser                                      |
| Église Saint-Jean-Baptiste                                      | Triquerville                               |                                               | 49° 30′ 12″ nord, 0° 37′ 39″ est              | « PA76000098 » « IA00076055 »                 | Inscrit                                       | 2013                                          | Image manquante Téléverser                                      |
| Église Notre-Dame de Trouville                                  | Trouville                                  |                                               | 49° 34′ 24″ nord, 0° 36′ 07″ est              | « PA00101072 »                                | Inscrit                                       | 1926                                          | Église Notre-Dame de Trouville                                  |
| Abbaye de Valmont                                               | Valmont                                    |                                               | 49° 44′ 40″ nord, 0° 30′ 55″ est              | « PA00101075 »                                | Classé Inscrit Classé Inscrit                 | 1951 1965 1995                                | Abbaye de Valmont                                               |
| Château de Valmont                                              | Valmont                                    |                                               | 49° 44′ 27″ nord, 0° 30′ 49″ est              | « PA00101076 »                                | Inscrit Classé                                | 1930 1976                                     | Château de Valmont                                              |
| Maison forte du Bec-au-Cauchois                                 | Valmont                                    |                                               | 49° 44′ 42″ nord, 0° 29′ 19″ est              | « PA00125438 »                                | Inscrit                                       | 1993                                          | Image manquante Téléverser                                      |
| Église Saint-Aubin de Virville                                  | Virville                                   |                                               | 49° 35′ 30″ nord, 0° 21′ 13″ est              | « PA00101090 »                                | Classé                                        | 1913                                          | Église Saint-Aubin de Virville                                  |

## Anciens monuments historiques
| Monument          | Commune             | Adresse | Coordonnées                      | Notice         | Protection                          | Date | Illustration               |
| ----------------- | ------------------- | ------- | -------------------------------- | -------------- | ----------------------------------- | ---- | -------------------------- |
| Manoir d'Alezonde | Criquetot-l'Esneval |         | 49° 37′ 52″ nord, 0° 15′ 31″ est | « PA00100612 » | radié par arrêté du 25 octobre 2007 | 1929 | Image manquante Téléverser |